# Nicolas Joubert
Nicolas Joubert, seigneur des Crémillières et des Touches, fut maire de Tours de 1616 à 1618, puis de 1626 à 1627.

## Biographie
Nicolas Joubert est le fils de Nicolas Joubert, seigneur des Crémillières, receveur des tailles, maire de Tours de 1616 à 1618, et de Charlotte Chalopin. Beau-frère du maire André Coudreau, il épouse en 1612 Jeanne Ratault avec qui il a sept enfants. 
Conseiller du roi et son lieutenant particulier en Touraine, trésorier général de France (1622-v. 1631), il est maire de Tours de 1626 à 1627, avant de devenir échevin en 1628.